# Tori Amos
Tori Amos, roz. Myra Ellen Amos (* 22. srpna 1963) je americká zpěvačka a pianistka. Je jednou z předních amerických písničkářek, jako jedna z mála se doprovází na piano. Mezi hlavní témata jejích emotivních písní patří mezilidské vztahy, víra a příběhy o lidských tragédiích. Mezi její nejznámější písně patří: Crucify, Silent All These Years, Cornflake Girl, Caught a Lite Sneeze, Professional Widow a Spark. Tori Amos zatím ve Spojených státech získala dvě dvojnásobně platinové, tři platinové a jednu zlatou desku.
Tori Amos je provdaná za Marka Hawleye. Mají spolu dceru, která se jmenuje Natashya „Tash“ Lórien Hawley.

## Diskografie
| Rok  | Album                                                                     | Umístění | Umístění | Umístění |
| Rok  | Album                                                                     | USA      | UK       | AUS      |
| ---- | ------------------------------------------------------------------------- | -------- | -------- | -------- |
| 1992 | Little Earthquakes - 1. studiové album - Vydáno: 13. ledna 1992           | 54       | 14       | 14       |
| 1994 | Under the Pink - 2. studiové album - Vydáno: 31. ledna 1994               | 12       | 1        | 5        |
| 1994 | More Pink: The B-Sides - B-Side Album - Vydáno: listopad 1994             | -        | -        | 44       |
| 1996 | Boys for Pele - 3. studiové album - Vydáno: 23. ledna 1996                | 2        | 2        | 6        |
| 1998 | From the Choirgirl Hotel - 4. studiové album - Vydáno: 5. května 1998     | 5        | 6        | 8        |
| 1999 | To Venus and Back - 5. studiové album - Vydáno: 21. září 1999             | 12       | 22       | 6        |
| 2001 | Strange Little Girl - Album coververzí - Vydáno: 17. září 2001            | 4        | 16       | 7        |
| 2002 | Scarlet's Walk - 6. studiové album - Vydáno: 28. října 2002               | 7        | 26       | 20       |
| 2003 | Tales of Librarian - Best of album - Vydáno: 17. listopadu 2003           | 40       | 74       | 93       |
| 2004 | Welcome to Sunny Florida - Video album - Vydáno: 18. května 2004          | 2        | 1        | 20       |
| 2005 | The Beekeeper - 7. studiové album - Vydáno: 21. února 2005                | 5        | 24       | 20       |
| 2005 | Tori Amos: iTunes Essentials - Kompilace - Vydáno: 12. července 2005      | -        | -        | -        |
| 2006 | A Piano: The Collection - Kompilace - Vydáno: 26. září 2006               | -        | -        | -        |
| 2007 | American Doll Posse - 8. studiové album - Vydáno: 26. dubna 2007          | 5        | 50       | 20       |
| 2009 | Abnormally Attracted to Sin - 9. studiové album - Vydáno: 25. května 2009 | 9        | 20       | 28       |
| 2009 | Midwinter Graces - Album coververzí - Vydáno: 10. listopadu 2009          | 66       | 97       | 152      |
| 2011 | Night of Hunters - 10. studiové album - Vydáno: 20. září 2011             | 24       | 27       | 42       |
| 2012 | Gold Dust - Kompilace - Vydáno: 1. října 2012                             | 63       | 36       | 60       |
| 2014 | Unrepentant Geraldines - 11. studiové album - Vydáno: 9. května 2014      | 7        | 13       | 58       |
| 2017 | Native Invader - 12. studiové album - Vydáno: 2017                        |          |          |          |
| 2021 | Ocean to Ocean - 13. studiové album - Vydáno: 2021                        |          |          |          |
| 2025 | The Music of Tori and the Muses - 14. studiové album - Vydáno: 2025       |          |          |          |